# Френк Ґормен (стрибун у воду)
Френк Ґормен (англ. Frank Gorman, 11 листопада 1937) — американський стрибун у воду.
Срібний медаліст Олімпійських Ігор 1964 року.